# Плех
Плех (нем. Plech) — ярмарочная община  в Германии, в Республике Бавария. 
Подчиняется административному округу Верхняя Франкония. Входит в состав района Байройт. Подчиняется управлению Бетценштайн.  Население составляет 1314 человек (на 31 декабря 2010 года). Занимает площадь 15,29 км². Местные регистрационные номера транспортных средств (коды автомобильных номеров) (нем. Kraftfahrzeugkennzeichen) — BT.
Община подразделяется на 3 сельских округа.

## Население
По оценке на 31 декабря 2015 года население общины Плех составляет 1303 чел. 

| Дата      | 1840 | 1871 | 1900 | 1925 | 1939 | 1950 | 1961 | 1970 | 1987 | 2011 |
| --------- | ---- | ---- | ---- | ---- | ---- | ---- | ---- | ---- | ---- | ---- |
| Население | 1205 | 1233 | 1075 | 935  | 874  | 1282 | 1076 | 1141 | 1191 | 1295 |

| Год       | 1960 | 1970 | 1980 | 1990 | 2000 | 2009 | 2010 | 2011 | 2012 | 2013 | 2014 | 2015 |
| --------- | ---- | ---- | ---- | ---- | ---- | ---- | ---- | ---- | ---- | ---- | ---- | ---- |
| Население | 1055 | 1176 | 1199 | 1207 | 1305 | 1306 | 1314 | 1304 | 1308 | 1314 | 1296 | 1303 |